# Leptophis cupreus
Espèce
Synonymes
- Thrasops cupreus Cope, 1868

Leptophis cupreus est une espèce de serpent de la famille des Colubridae.

## Répartition
Cette espèce se rencontre :
- en Colombie, dans les départements de Chocó et de Meta ;
- en Équateur  ;
- au Pérou, dans les régions de Loreto, et Pasco ;
- dans le sud du Venezuela, dans l’État d'Amazonas.

## Description
Dans sa description Cope indique que le spécimen en sa possession mesure 52 cm dont 20 cm pour la queue. Son corps est mince et cylindrique avec une tête anormalement courte, large et plate sur le dessus. Son dos présente des reflets cuivrés. Sa face ventrale est blanc jaunâtre avec des taches plus foncées.

## Publication originale
- Cope, 1868 : An examination of the Reptilia and Batrachia obtained by the Orton Expedition to Equador and the Upper Amazon, with notes on other species. Proceedings of the Academy of Natural Sciences of Philadelphia, vol. 20, p. 96-140 (texte intégral).